# Tommy Seebach
Tommy Seebach Mortensen (født 14. september 1949 i København, død 31. marts 2003 i Klampenborg) var en dansk sanger, sangskriver og pianist, der særligt i 1980'erne skrev adskillige populære sange.

## De første år og solokarriere
Som 14-årig startede han sin musikalske karriere i sit eget band "The Colours". I de følgende år spillede han i en del forskellige bands på klaver/keyboard og gik undertiden under navnet "Boogie-Woogie-Tommy". I 1965 blev han medlem af pigtråds-gruppen Sir Henry & His Butlers, hvor han skrev flere af gruppens hits, bl.a. Monkey's In Wood fra 1969. I 1975 valgte han at starte en solokarierre efter at have fået en voldsom popularitet i Sir Henry. Han fortsatte den dansktopagtige stil fra Sir Henry, men lavede også flere instrumental- og vokalindspilninger i den poppede genre. Han blev hjulpet godt frem i radio- og tv-programmer af vennen Jørgen de Mylius, og leverede i øvrigt mange signaturmelodier til radio og tv. Hans første soloalbum "Wheels" blev udgivet i 1975.
I en periode var han indspilningschef på EMI i Danmark, og medansvarlig for en lang række musikudgivelser, bl.a. med duoen Laban (herunder hittet "Hvor ska' vi sove i nat") i 1982, Jens Brixtofte, M.K.T og The Lollipops, MAGIC (en lokal popgruppe fra Herlev), samt Made in Denmark.

## Dansk Melodi Grand Prix
Tommy Seebach deltog otte gange i det danske Melodi Grand Prix og vandt de tre. Teksterne skrev han i samarbejde med Keld Heick. Igennem firserne fik han tilnavnet "Kongen af Dansk Melodi Grand Prix" pga. hans mange deltagelser i Grand Prix'et.
- 1979 – Disco Tango (blev nr. 1)
- 1980 – Bye-Bye (sunget af Lecia & Lucienne, blev nr. 7)
- 1981 – Krøller eller ej (duo med Debbie Cameron, blev nr. 1)
- 1982 – Hip hurra det' min fødselsdag (blev nr. 2)
- 1984 – Pyjamas for to (blev nr. 4)
- 1985 – Det' det jeg altid har sagt (blev nr. 2)
- 1987 – Det' gratis (blev nr. 4)
- 1993 – Under stjernerne på himlen (blev nr. 1)

## Eurovision Song Contest
Seebachs første deltagelse i Eurovision var i 1979 med sangen Disco Tango, som var et kæmpe hit i Danmark, men også fik en vis succes i resten af Europa efter deltagelsen i det internationale Melodi Grand Prix. Han sluttede på en sjetteplads, hvilket øgede hans popularitet i hjemlandet. To år senere, i 1981, deltog han igen med sangen Krøller eller ej, som han sang sammen med Debbie Cameron. Her sluttede sangen som nummer 11 og blev ikke den samme succes, som Disco Tango havde været. Hans sidste deltagelse var i 1993, hvor han havde kvalificeret sig med sangen Under stjernerne på himlen. Den var meget populær i Danmark, men endte, med 9 point som nr. 22 ud af 25, hvilket resulterede i at Danmark ikke deltog i konkurrencen 1994.
Pladser i Eurovision Song Contest
| År   | Placering i ESC | Sang                       | Point |
| ---- | --------------- | -------------------------- | ----- |
| 1979 | 6               | Disco Tango                | 76    |
| 1981 | 11              | Krøller eller ej           | 41    |
| 1993 | 22              | Under stjernerne på himlen | 9     |

## Efter Melodi Grand prix
I 1989 fik Tommy Seebach et stort hit med sangen Du skælder mig hele tiden ud, som han sang sammen med Annette Heick. Hittet blev fulgt op af to singler og et julealbum.
I 1999 fik han et comeback med discoversionen af Krøller eller ej, som han udgav sammen med et opsamlingsalbum. Han turnerede rundt på landets diskoteker, hvor han nærmest fik kultstatus blandt et forholdsvis ungt publikum, der kunne huske hans sange fra deres barndom.
I sine sidste år underholdt han i Bakkekroen på Dyrehavsbakken, hvor han var chef for den musikalske underholdning.
Tommy Seebach er far til Nicolai, Rasmus og Marie Seebach.

## Død
Den 31. marts 2003 sank han bevidstløs sammen på vej op ad en bakke på Dyrehavsbakken, hvor han var på arbejde. Han døde på vej til hospitalet, 53 år gammel.
Hans tidlige død tilskrives et tiltagende alkoholforbrug i 1990'erne. Han ligger begravet på Frederiksberg Ældre Kirkegård.

## Eftermæle
I flere år var der megen stilhed omkring Tommy Seebachs person. I 2007 opstod der dog en bølge, der begyndte at gøre ham populær igen. Det hele startede med at en gammel musikvideo fra Shadows-nummeret "Apache", bl.a. indeholdende en ung Louise Frevert, opnåede international kultstatus på internetsiden YouTube.
I 2009 fik sønnen Rasmus Seebach sit store solo-gennembrud, og dette ledte også til interesse omkring Tommy Seebach. Dette bevirkede at der i 2010 blev lavet en dokumentarfilm, Tommy, om hans liv. Samme år udkom en biografi og en cd-boks med alle Seebachs originale værker samt en mængde bonusnumre, hvoraf flere ikke tidligere havde været udgivet.
I 2017 blev der opført en musical om Tommy og Rasmus, under navnet SEEBACH, på Fredericia Teater, som indeholder en del musik fra begge kunstnere. Forestillingen solgte over 100.000 billetter.
Han har fået opkaldt to steder efter sig: Tommy Seebachs Gade i Aarhus C og Tommy Seebachs Plads i krydset mellem Nordre Fasanvej og Godthåbsvej på Frederiksberg.
I november 2023 afslørede Anders Matthesen, at han var blevet castet som Tommy Seebach i den kommende danske spillefilm Under stjernerne på himlen, som har biografpremiere 20 Marts 2025.

## Diskografi

### Studiealbum
- 1975: Wheels
- 1976: Lucky Guy
- 1977: Tommygum
- 1979: Disco Tango
- 1981: Love on the Line (med Debbie Cameron)
- 1983: Den med gyngen
- 1983: Tommy Seebach Instrumental
- 1986: Pop-korn
- 1989: Tommy Seebach
- 1989: Glædelig jul (med Annette Heick)

#### MedSir Henry & His Butlers
- 1967: Camp
- 1968: H2O (som Sir Henry)
- 1973: Listen! (som Sir Henry)
- 1976: Flash Back (som Sir Henry)

#### MedLos Valentinos
- 1974: In Action

#### Med Tommy Seebachs Nisseband
- 1992:  Instrumental Jule Hits Vol. 1
- 1992:  Instrumental Jule Hits Vol. 2

#### Med Tommy Seebach Band
- 1993: Under stjernerne på himlen (som Tommy Seebach Band)
- 1993: Instrumental Megahits 1
- 1994: Instrumental Megahits 2

### Opsamlingsalbum
- 1993: Tommy Seebach - Volume 1
- 1993: Tommy Seebach - Volume 2
- 1999: 15 sprøde fra Tvebach
- 2004: 100 Go'e Med Tommy Seebach
- 2007: Hip Hurra
- 2007: Glade jul (album)
- 2009: For Fuld Musik: Det Bedste Med Tommy Seebach
- 2010: Komplet & rariteter: De samlede værker
- 2010: Musik fra filmen "Tommy"(udgivet som en del af deluxe udgaven af DVDen, se nedenfor)

### Singler
- 1973: Promises/By The Way
- 1974: Boom Boom Boom/Don't Blame Me
- 1975: The King Of Rock 'n' Roll/Rock, Rock & Rock
- 1975: Wheels/Lesson One
- 1976: Lucky Guy/Wouldn't It Be So Nice
- 1976: I'm In Love/Play Me A Love Song
- 1977: Tommygum Rock 'n' Roll Show/Yes Or No
- 1977: "Apache"/Bubble Sex
- 1979: Disco Tango/Disco Tango (Engelsk Version)
- 1979: Copenhagen (Som Seebach Band feat. Debbie Cameron & Lecia & Lucienne)/Boogie-Woogie Rendez-Vous (som Seebach Band)
- 1980: Smiling Turntable (som Seebach Band feat. Debbie Cameron)/Mirror Mirror (som Seebach Band feat. Debbie Cameron)
- 1980: I See The Moon (Duet med Debbie Cameron)/Stuck On You (Duet med Debbie Cameron)
- 1981: Hit/Love On The Line
- 1981: Krøller Eller Ej (Duet med Debbie Cameron)/Jeg En Gård Mig Bygge Vil (Debbie Cameron)
- 1981: Straight Or Curly Hair (Duet with Debbie Cameron)/Tiger
- 1981: Telebox/Telebox (TV Version)
- 1982: Hip Hurra, Det' Min Fødselsdag (som Tommy Seebach & Seebach Band) (med Vivian Johansen)/Ta' Mig Med
- 1982: 100.000.000 Tak (som Mick & Seebach Band)/Kvinde
- 1983: Snorkel Og Gummitæer/Andeby
- 1983: Du' Det Dejligste/Vil Du, Tør Du, Ka' Du Eller Hvad?
- 1984: Pyjamas For To/Morgen
- 1985: Heldig Fyr (Det' Det Jeg Altid Har Sagt)/Humbug
- 1986: Klø Mig Lidt På Ryggen/Tak For I Nat, Skat
- 1986: Der Var En Gang En Julenat/Hvornår Bli'r Det Jul? (Søren Bundgaard)
- 1987: Det' Gratis/Endnu
- 1988: Er Du Kvik? (med Birthe Kjær, Kirsten og Søren (alias Hot Eyes) & Keld & Hilda Heick)/Er Du Kvik?
- 1989: Hvad Venter Du På?/Helt Alene Hver For Sig
- 1989: Du Skælder Mig Hele Tiden Ud (Duet med Anette Heick)/Stop
- 1989: Vi Ønsker Jer Alle En Glædelig Jul (Duet med Anette Heick)/Juleknus Og Juleknas
- 1990: En Lille Stribe Solskin/Du Skal Ikke Tro På Noget
- 1991: Feliz Navidad (som Tommy Snebachs Nisseband)/Vi Ønsker Jer Alle En Glædelig Jul
- 1993: Under Stjernerne På Himlen (promotion)
- 1998: Krøller Eller Ej '98 (Duet med Debbie Cameron) (CD-single)
- 1999: Skru' Volumen Op (som G-Bach (Nicolaj og Rasmus Seebach) & Julie Rugaard og Senior (Tommy Seebach) På Piano)

### DVD'er
- 2010: Tommy - En Film Om Tommy Seebach
- 2010: Tommy - En Film Om Tommy Seebach (Deluxe Edition inkl. CD)

## Trivia
- Han og duoen Hot Eyes er de eneste to, der har vundet Dansk Melodi Grand Prix tre gange.